# Helga Bammert
Helga Bammert, auch Helga Bammert-Sacher (* 1921; † 21. Februar 1990 in Hamburg), war eine deutsche Schauspielerin und Synchronsprecherin.

## Leben und Leistungen
Als junge Schauspielerin erhielt Helga Bammert ein Engagement an der Landesbühne Osthannover in Lüneburg. Dort lernte sie den Schauspielkollegen und späteren Schriftsteller Wolfgang Borchert kennen, mit dem sie auch nach ihrem Wechsel von Lüneburg an ein Berliner Theater freundschaftlich verbunden blieb. Borchert schrieb ihr beispielsweise nach seiner Einberufung 1941 einen Brief, in dem er sich sehr offen über seine seelische Verfassung und über seine Abscheu vor dem Krieg äußerte.
Neben ihrer Bühnentätigkeit übernahm Bammert ab den 1950er Jahren auch vermehrt Rollen in Film- und Fernsehproduktionen. Sie spielte unter der Regie von Arthur Maria Rabenalt in Glücksritter, neben Inge Meysel im Mehrteiler Eine geschiedene Frau sowie im Fernsehkrimi Nachtfrost aus der Reihe Tatort. Außerdem übernahm sie Gastrollen in verschiedenen Fernsehserien wie Hamburg Transit, St. Pauli Landungsbrücken, Motiv Liebe und Gesucht wird…. Zu ihren letzten Fernsehauftritten zählt ein Gastauftritt in der Familienserie Diese Drombuschs sowie die Rolle der „Marga“, die sie zwischen 1987 und 1990 in insgesamt 15 Folgen der ZDF-Vorabendserie Der Landarzt verkörperte.
Darüber hinaus arbeitete Bammert umfangreich als Sprecherin für Hörspiel und Synchronisation. Sie wirkte in zahlreichen Produktionen des Hörspiellabels Europa mit wie Die drei ???, Fünf Freunde, Die verwegenen Vier und als „Mrs. Harper“ in Die Abenteuer von Tom Sawyer und Huckleberry Finn. Als Synchronsprecherin lieh sie ihre Stimme Una O’Connor in Der Pflug und die Sterne sowie Lurene Tuttle und Susan French in den in Hamburg synchronisierten Folgen von Unsere kleine Farm.

## Filmografie (Auswahl)
- 1957: Glücksritter
- 1957: Tolle Nacht
- 1962: Das Schloß
- 1973: Hamburg Transit: Der Beschützer
- 1974: Eine geschiedene Frau
- 1974: Motiv Liebe: Alte Liebe
- 1974: Tatort – Nachtfrost
- 1976: Gesucht wird...: Theo Bieber
- 1979: St. Pauli-Landungsbrücken (Fernsehserie, eine Folge)
- 1987: Diese Drombuschs
- 1987–1990: Der Landarzt

## Synchronisierung (Auswahl)
- Unsere kleine Farm

## Hörspiele
- Die drei ???
  - und der seltsame Wecker (12), als Mrs. King
  - und der Teufelsberg (19), als Mrs. Dalton